# Spickel

Wappen von Irchenrieth mit gespickeltem Schildhaupt

Ein Spickel, auch Zwickel genannt, ist in der Heraldik eine Wappenfigur, die das Dreieck als Bild verwendet.
Es kann als ein Heroldsbild und auch als gemeine Figur im Wappen vorkommen.
Wenn das Dreieck mit mindestens zwei Punkten den Wappenrand berührt, ist es ein Heroldsbild. Einzelne Dreiecke können mit der Spitze aufrecht oder nach unten gekehrt, also gestürzt sein. Ist in dem Spickel ein dreiecksförmiger Durchbruch, so wird diese Form als eine Triangel blasoniert. Diese Figur gleicht dem Musikinstrument Triangel. Häufigste Stellung ist der Dreipass, zwei über eins (2:1) oder (1:2) gestellte Dreiecke oder Triangeln.
Ist ein Schild oder Feld nur mit sich berührenden Spickeln belegt, so wird es als Spickelung beschrieben. Hierzu ist eine größere Anzahl von sich berührenden Dreiecken in mehreren Reihen angeordnet. Es entsteht dabei der Eindruck von parallel laufenden Linien, auf denen Dreiecke mit dem Schenkel aufgesetzt sind, deren Spitzen die nächstliegende Teilungslinie berühren. Die Farben der mit der Spitze aufrecht stehenden Dreiecke sind von den zwangsläufig entstandenen gestürzten immer verschieden.
Die Richtung der Spickelreihen, ihre Anzahl und die Lage zur oberen/unteren Dreieckreihe bestimmt den Namen der Spickelung. So ist eine schräglinke (Richtung von rechts unten vorn nach links oben hinten) oder schrägrechte (Richtung links unten hinten nach rechts oben vorn) Spickelung möglich.
Sind die Spickel in den Reihen so versetzt angeordnet, dass die Dreiecksspitzen mittig der Dreiecksseiten in der nächsten Reihe gleicher Farbe berührt, entstehen die Spickelpfähle. Eine gedachte Senkrechte durch gleichfarbige Spickel erleichtert die Erkennung.
Bei der Beschreibung wird die Reihenanzahl und die Spickelanzahl erwähnt, wobei die am Schildrand angeschnittenen mitgezählt werden.
Beim Flankenspickel befindet sich das Heroldsbild am rechten oder linken Schildrand. Eine weitere Figur ist die Spickelfeh. Hierbei werden auf Balken die Spickel aufgesetzt, ohne dass diese bis zur nächsten Reihe reichen. Zeigen die Spitzen nach dem Schildfuß, so ist es eine Spickelsturzfeh.
Eine Triangel mit einem Kreuz auf der Spitze ist ein alchimistisches Zeichen und wird zur Darstellung des Elementes Phosphor genommen. Im Wappen von Nauru ist es in Silber wegen der reichhaltigen Vorkommen.
Der Fränkische Rechen wird mit drei Spitzen dargestellt.

## Beispiele

Gespickelter Schild im Wappen von Ehrwald, Tirol
Zwei Spickel im Wappen von Gülzow (Schleswig-Holstein)
Gespickelter Sparren im Wappen von Fürstenzell (Bayern)
Triangel im Wappen von Loffenau (Baden-Württemberg)
Gestürzte Triangel im Wappen von Wehringen (Bayern)
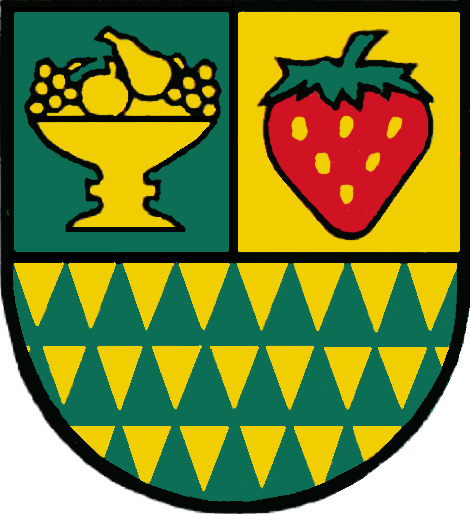
Gold-grün gespickelter unterer Schild im Wappen von Wiesen (Burgenland)
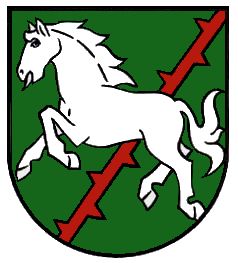
Gespickelter Balken im Wappen von Wennerode (Niedersachsen)